# چاوک پشت‌توسی
چاوک پشت‌توسی (نام علمی: Ochthoeca cinnamomeiventris) نام یک گونه از سرده چاوک‌ها است.